# Глухой губно-зубной спирант
Глухо́й гу́бно-зубно́й спира́нт (также глухой губно-зубной фрикативный согласный) — один из согласных звуков, встречающийся во многих языках мира.
Обозначается знаком f в Международном фонетическом алфавите (МФА) и f в системе X-SAMPA.

## Характеристика
Глухой губно-зубной спирант выделяется следующими характеристиками:
- по способу образования: фрикативный — образуется при прохождении воздушной струи через сужение в речевом тракте;
- по месту образования: губно-зубной (лабиодентальный) — образуется при образовании преграды нижней губой (активный орган), соприкасающейся или приближающейся к верхним зубам (пассивный орган);
- по типу фонации: глухой — образуется при разведении голосовых связок, не участвующих в артикуляции;
- по положению мягкого нёба: ртовый — образуется при поднятом мягком нёбе, закрывающем проход воздуха в полость носа;
- по относительной силе шумовых составляющих[англ.]: шумный — образуется при преобладании шумовых составляющих над тоном;
- по месту прохождения воздушной струи: срединный[англ.] — образуется при прохождении воздушной струи вдоль полости рта;
- по способу формирования воздушного потока: пульмонический — образуется на вдохе или выдохе, совершаемом лёгкими.

## В славянских языках
В фонологической системе праславянского языка не было глухого губно-зубного спиранта. Фонемы /f/ и /fʲ/ возникли позднее в процессе становления самостоятельных славянских языков. До появления этих фонем согласный [f] в ранних заимствованиях заменялся близкими по месту и способу образования звуками, например, barwa «цвет» в польском языке — из нем. Farbe, имя Степан в древнерусском языке (адаптированная форма в разговорной речи имени Стефан) — из др.-греч. Στέφανος и т. п. Условия для появления согласных /f/ и /fʲ/ сложились к XII—XIII векам после падения редуцированных. В результате утраты гласных ъ и ь в слабой позиции (перед глухим согласным и на конце слова) звонкие губно-зубные спиранты /v/, /vʲ/ стали оглушаться в [f], [fʲ]: пол. ławka [ˈwafka], rów [ruf], krew [krɛf]; рус. лавка [ˈɫafkə], ров [rof], кровь [krofʲ] и после глухого согласного в польском twój [tfuj] «твой». Таким образом, согласные [f], [fʲ] в славянских языках встречаются только в заимствованиях из других языков и в позиции оглушения v, vʲ.
В русском языке оглушение согласных /v/, /vʲ/ в [f], [fʲ] изначально произошло в области распространения древнего ростово-суздальского диалекта, в котором звонкий спирант губно-зубного образования /v/ появился на месте губно-губного /w/ уже в XI — начале XII веков. К настоящему времени фонемы /v/, /vʲ/, /f/, /fʲ/ отмечаются в центральных русских говорах, сформированных на основе ростово-суздальского диалекта, и в литературном языке. В одной части периферийных русских говоров фонемы /v/, /vʲ/, /f/, /fʲ/ сложились под влиянием говоров центра и литературного языка, а в другой (в юго-западных и в части рязанских) — эти фонемы полностью отсутствуют: в таких говорах перед глухим согласным и на конце слова отмечается губно-губная /w/ ([ˈɫawkə] «лавка», [drow] «дров»), в начале слова возможно произношение гласной /u/ ([unuk] «внук»), а в заимствованиях /f/, /fʲ/ последовательно заменяются на [hv], [hvʲ], [h] ([hvakt] «факт», [torh] «торф»).

## Примеры
| язык                 | язык                                       | слово                            | МФА                  | значение                   | примечание |
| -------------------- | ------------------------------------------ | -------------------------------- | -------------------- | -------------------------- | --- |
| абхазский            | абхазский                                  | фы                               | [fə]                 | «молния»                   | см. статью Абхазская фонология |
| адыгейский           | адыгейский                                 | тфы                              | МФА: [tfə]о файле    | «пять»                     | соответствует [xʷ] в кабардино-черкесском и прачеркесском языках                                                                             |
| албанский            | албанский                                  | faqe                             | [facɛ]               | «щека»                     | |
| английский           | все диалекты                               | fill                             | [fɪɫ]                | «наполнять»                | см. статью Фонология английского языка |
| английский           | кокни                                      | think                            | [fɪŋk]               | «думать»                   | свободное варьирование при произношении [θ] у части носителей диалектов (социально маркированное произношение), см. статью Переход th в f, v |
| английский           | большинство британских городских диалектов | think                            | [fɪŋk]               | «думать»                   | свободное варьирование при произношении [θ] у части носителей диалектов (социально маркированное произношение), см. статью Переход th в f, v |
| английский           | новозеландский английский                  | think                            | [fɪŋk]               | «думать»                   | свободное варьирование при произношении [θ] у части носителей диалектов (социально маркированное произношение), см. статью Переход th в f, v |
| английский           | южноафриканский английский                 | think                            | [fɪŋk]               | «думать»                   | в основном в позиции конца слова |
| арабский             | литературный                               | ظرف                              | [ðˤɑrf]              | «конверт»                  | см. статью Арабская фонология |
| армянский            | восточноармянский                          | ֆուտբոլ                          | МФА: [fut̪bol]о файле | «футбол»                   | |
| ассамский            | ассамский                                  | বৰফ                              | [bɔɹɔf]              | «снег, лёд»                | |
| баскский             | баскский                                   | fin                              | [fin]                | «тонкий»                   | |
| бенгальский          | бенгальский                                | ফুল                               | [ful]                | «цветок»                   | аллофон /pʰ/, см. статью Бенгальская фонология                                                                                               |
| валлийский           | валлийский                                 | ffon                             | [fɔn]                | «придерживаться»           | см. статью Валлийская фонология |
| венгерский           | венгерский                                 | figyel                           | [fiɟɛl]              | «он/она обращает внимание» | см. статью Венгерская фонология |
| вьетнамский          | вьетнамский                                | pháo                             | [faːw˧ˀ˥]            | «фейерверк»                | см. статью Вьетнамская фонология |
| галисийский          | галисийский                                | faísca                           | [faˈiska]            | «искра»                    | см. статью Галисийская фонология |
| гоэмаи (анкве)       | гоэмаи (анкве)                             | [fat]                            | [fat]                | «дуть»                     | |
| греческий            | греческий                                  | φύση / fysī                      | [ˈfisi]              | «природа»                  | см. статью Греческая фонология |
| гуджарати            | гуджарати                                  | ફળ / faļ                         | [fəɭ]                | «фрукт»                    | см. статью Фонология гуджарати |
| дот (зоди)           | дот (зоди)                                 | [fúndər]                         | [fúndər]             | «прятать»                  | противопоставлен лабиализованному корреляту [fʷ]                                                                                             |
| западнофризский      | западнофризский                            | fol                              | [foɫ]                | «полный»                   | см. статью Западнофризская фонология |
| иврит                | иврит                                      | סופר                             | [so̞fe̞ʁ]              | «писатель»                 | см. статью Фонология иврита |
| испанский            | испанский                                  | fantasma                         | [fã̠n̪ˈt̪a̠zma̠]          | «призрак»                  | см. статью Испанская фонология |
| итальянский          | итальянский                                | fantasma                         | [fän̪ˈt̪äzmä]          | «призрак»                  | см. статью Итальянская фонология |
| ингушский            | ингушский                                  | фу                               | [fə]                 | «что»                      | см. статью Списки сводеша для нахско-дагестанских языков                                                                                     |
| кабардино-черкесский | кабардино-черкесский                       | фыз                              | [fəz]                | «женщина»                  | соответствует [ʂʷ] в адыгейском и прачеркесском языках                                                                                       |
| кабильский           | кабильский                                 | afus                             | [afus]               | «рука»                     | |
| каталанский          | каталанский                                | fase                             | [ˈfazə]              | «фаза»                     | см. статью Каталанская фонология |
| китайский            | кантонский                                 | 飛 / fēi                         | МФА: [fei̯˥]о файле   | «летать»                   | см. статью Кантонская фонология |
| китайский            | Севернокитайский                           | 飛 (традиц.) / 飞 (упрощ.) / fēi | МФА: [feɪ̯˥]о файле   | «летать»                   | см. статью Фонология севернокитайского языка                                                                                                 |
| коптский             | коптский                                   | ϥⲧⲟⲟⲩ                            | [ftow]               | «четыре»                   | |
| македонский          | македонский                                | фонетика                         | [fɔnetika]           | «фонетика»                 | см. статью Македонская фонология |
| малайский            | малайский                                  | feri                             | [feri]               | «паром»                    | встречается только в заимствованиях |
| мальтийский          | мальтийский                                | fenek                            | [fenek]              | «кролик»                   | |
| немецкий             | немецкий                                   | fade                             | [ˈfaːdə]             | «мягкий»                   | см. статью Фонетика немецкого языка |
| нидерландский        | нидерландский                              | fiets                            | [fits]               | «велосипед»                | см. статью Нидерландская фонология |
| норвежский           | норвежский                                 | filter                           | [filtɛɾ]             | «фильтр»                   | см. статью Норвежская фонология |
| носу                 | носу                                       | ꃚ / fu                          | [fu˧]                | «жарить»                   | |
| панджаби             | панджаби                                   | ਫ਼ੌਜੀ                               | [fɔːd͡ʒi]             | «солдат»                   | |
| персидский           | персидский                                 | فکر                              | [fekr]               | «мысль»                    | см. статью Персидская фонология |
| польский             | польский                                   | futro                            | МФА: [ˈfut̪rɔ]о файле | «мех»                      | см. статью Польская фонология |
| португальский        | португальский                              | fala                             | [ˈfalɐ]              | «речь»                     | см. статью Фонология португальского языка |
| румынский            | румынский                                  | foc                              | [fo̞k]                | «огонь»                    | см. статью Румынская фонология |
| русский              | русский                                    | орфография                       | [ɐrfɐˈɡrafʲɪjə]      |                            | противопоставлен палатализованному корреляту [fʲ], см. статью Русская фонетика                                                               |
| сапотекские          | тилькиапанский                             | cafe                             | [kafɘ]               | «кофе»                     | отмечается в основном в заимствованиях из испанского языка                                                                                   |
| сербохорватский      | сербохорватский                            | фаза / faza                      | [fǎːz̪ä]              | «фаза»                     | см. статью Сербохорватская фонология |
| словацкий            | словацкий                                  | fúkať                            | [ˈfu̞ːkäc̟]            | «дуть»                     | см. статью Словацкая фонология |
| сомалийский          | сомалийский                                | feex                             | [fɛħ]                | «бородавка»                | см. статью Сомалийская фонология |
| суахили              | суахили                                    | kufa                             | [kufɑ]               | «умирать»                  | |
| турецкий             | турецкий                                   | saf                              | [säf]                | «чистый»                   | см. статью Турецкая фонология |
| украинский           | украинский                                 | Фастів                           | [ˈfɑsʲtʲiw]          | Фастов                     | см. статью Украинская фонетика |
| французский          | французский                                | fabuleuse                        | [fäbyˈløːz̪]          | «невероятный»              | см. статью Французская фонология |
| хиндустани           | хиндустани                                 | साफ़ / صاف                         | [sɑːf]               | «чистый»                   | см. статью Фонетика и фонология хиндустани                                                                                                   |
| чеченский            | чеченский                                  | факс                             | [faks]               | «факс»                     | |
| чешский              | чешский                                    | foukat                           | [ˈfoʊ̯kat]            | «дуть»                     | см. статью Чешская фонология |
| чувашский            | чувашский                                  | графит                           | [gra'fit]            | «графит»                   | встречается только в заимствованиях |
| шведский             | шведский                                   | fisk                             | [ˈfɪsk]              | «рыба»                     | см. статью Шведская фонология |
| эве                  | эве                                        | eflen                            | [éflé̃]               | «он выплюнул»              | |
| эсперанто            | эсперанто                                  | fajro                            | [ˈfajɾo]             | «огонь»                    | см. статью Фонология эсперанто |